# Canecão
Canecão é uma tradicional casa de espetáculos localizada em Botafogo, Rio de Janeiro. O local chegou a ser chamado Canecão Petrobras no início do século XXI, mas os direitos da empresa Petrobras sobre o nome findaram em 2008. O imóvel é de propriedade da União Federal cedido à Universidade Federal do Rio de Janeiro (UFRJ). O local é atualmente administrado pela Bonus Track e está previsto para ser reaberto em 2026.

## História

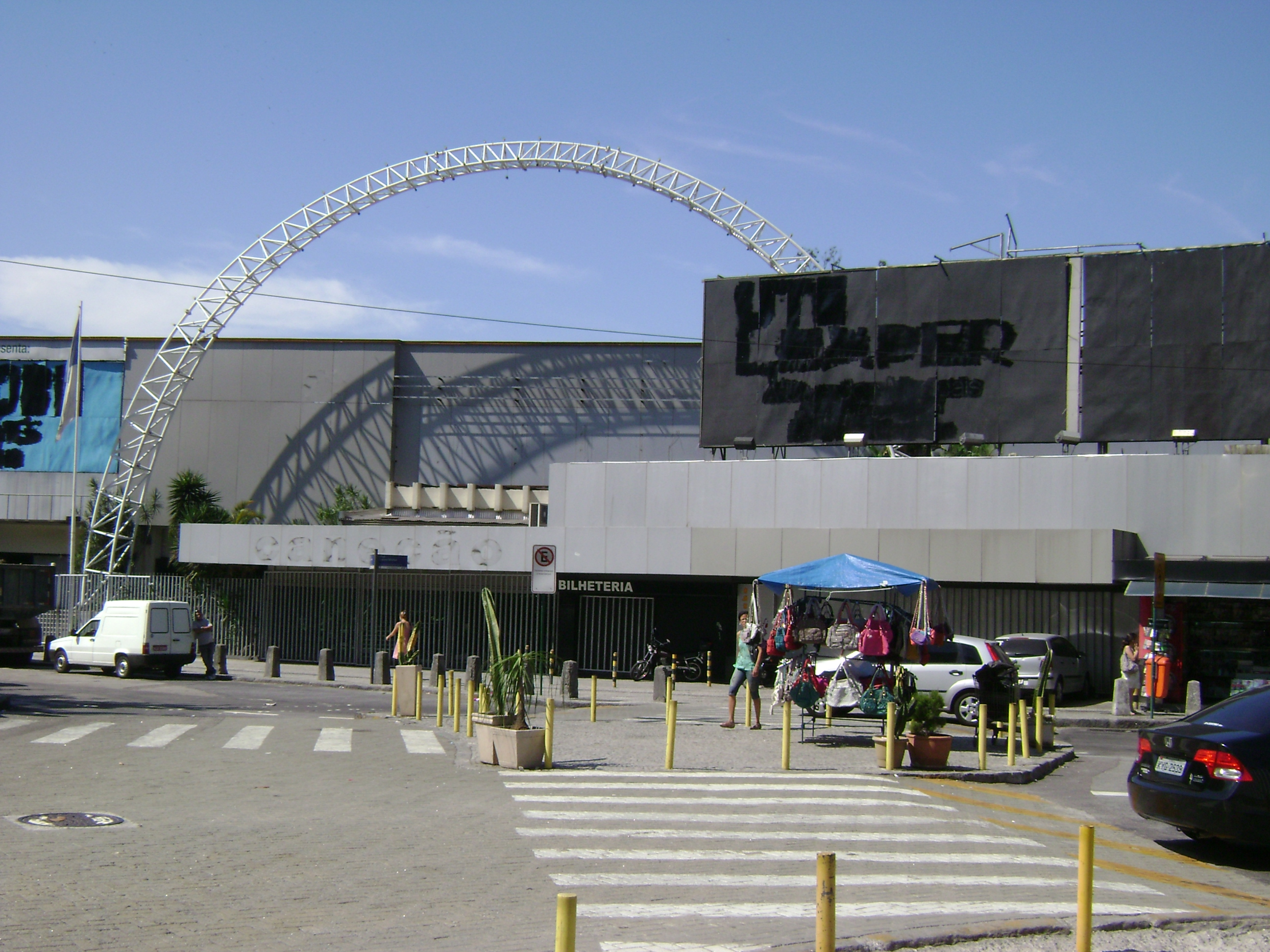
Canecão sem sua inscrição na fachada, 2011

Foi originalmente concebida como uma grande cervejaria, daí o nome "Canecão" (aumentativo de uma "caneca grande"), e inaugurado em 1967. Num projeto do jovem arquiteto José Vasquez Ponte, tornou-se uma das grandes referências nacionais para espetáculos de médio e grande porte.
A temporada feita por Maysa em 1969 fez com que o Canecão se tornasse popular entre o meio artístico, logo, a casa de show um dos principais palcos de cidade.
Vários artistas nacionais e internacionais já se apresentaram no palco do Canecão. Entre alguns dos shows mais memoráveis ocorridos na casa estão os shows de Maysa na temporada Canecão Apresenta Maysa, Chico Buarque na turnê As Cidades, Vinícius de Moraes, Antonio Carlos Jobim, Toquinho e Miúcha em 1977, os de Marisa Monte na turnê Verde, Anil, Amarelo, Cor-de-Rosa e Carvão, Cazuza na turnê Ideologia e os shows da banda Los Hermanos na turnê Ventura. Também se destacam os shows do mesmo Chico Buarque (na turnê Carioca), e os de Roberto Carlos em 2007. A banda RPM e o grupo cearense Mastruz com Leite também fizeram apresentações marcantes no Canecão.
O cantor de MPB Elymar Santos também fez história ao utilizar o espaço para lançar sua carreira, num ato ousado, onde desembolsou a quantia de 200 mil reais pela locação do espaço.
Em 2009, a administração da casa sofreu uma derrota na justiça, que favoreceu a UFRJ, recebendo parte do terreno do Canecão. Em 10 de maio de 2010, a propriedade foi retomada pela UFRJ.
Em 17 de maio de 2010, a casa foi reaberta mediante uma liminar judicial que devolveu a posse provisória ao antigo inquilino. Em 17 de outubro de 2010, fechou as portas definitivamente após os antigos dirigentes perderem a batalha judicial que já durava 40 anos. A casa de shows foi reintegrada à universidade.
Em 4 de junho de 2019, o Canecão – tombado desde 1999 – foi destombado, fruto de apelo da UFRJ à Assembleia Legislativa do Estado do Rio de Janeiro (Alerj). O destombamento era necessário frente à necessidade de regularização do uso da área e ao prosseguimento da parceria com o BNDES, o projeto denominado VivaUFRJ, cujo foco é a valorização do patrimônio da universidade.

## Ocupa Canecão
Em 27 de julho de 2016, militantes do movimento Ocupa MinC (Ministério da Cultura) RJ, que haviam sido expulsos pelo governo do Palácio Capanema, onde ficaram por 70 dias, realocaram a ocupação para o Canecão. Por mais de um mês, o Ocupa Canecão abrigou shows e atos contra o processo de impeachment de Dilma Rousseff, com atividades diárias e ocupantes fixos que tornaram o salão principal da casa de shows em um grande acampamento com o enorme palco no centro.
No espetáculo de abertura do Ocupa Canecão, dirigido por Bia Lessa e ocupantes, a presença do cantor Chico Buarque, que cantou "Apesar de você".
Vários outros artistas passaram pelo palco do Canecão em 2016 durante a invasão, com destaque para o antológico show de João Bosco, além de diversos artistas iniciantes e veteranos.
Após forte pressão do MEC, a reitoria da UFRJ negociou a saída dos invasores com os artistas militantes, que foi finalizada na madrugada do dia 5 de setembro de 2016.

## Propostas para o Canecão

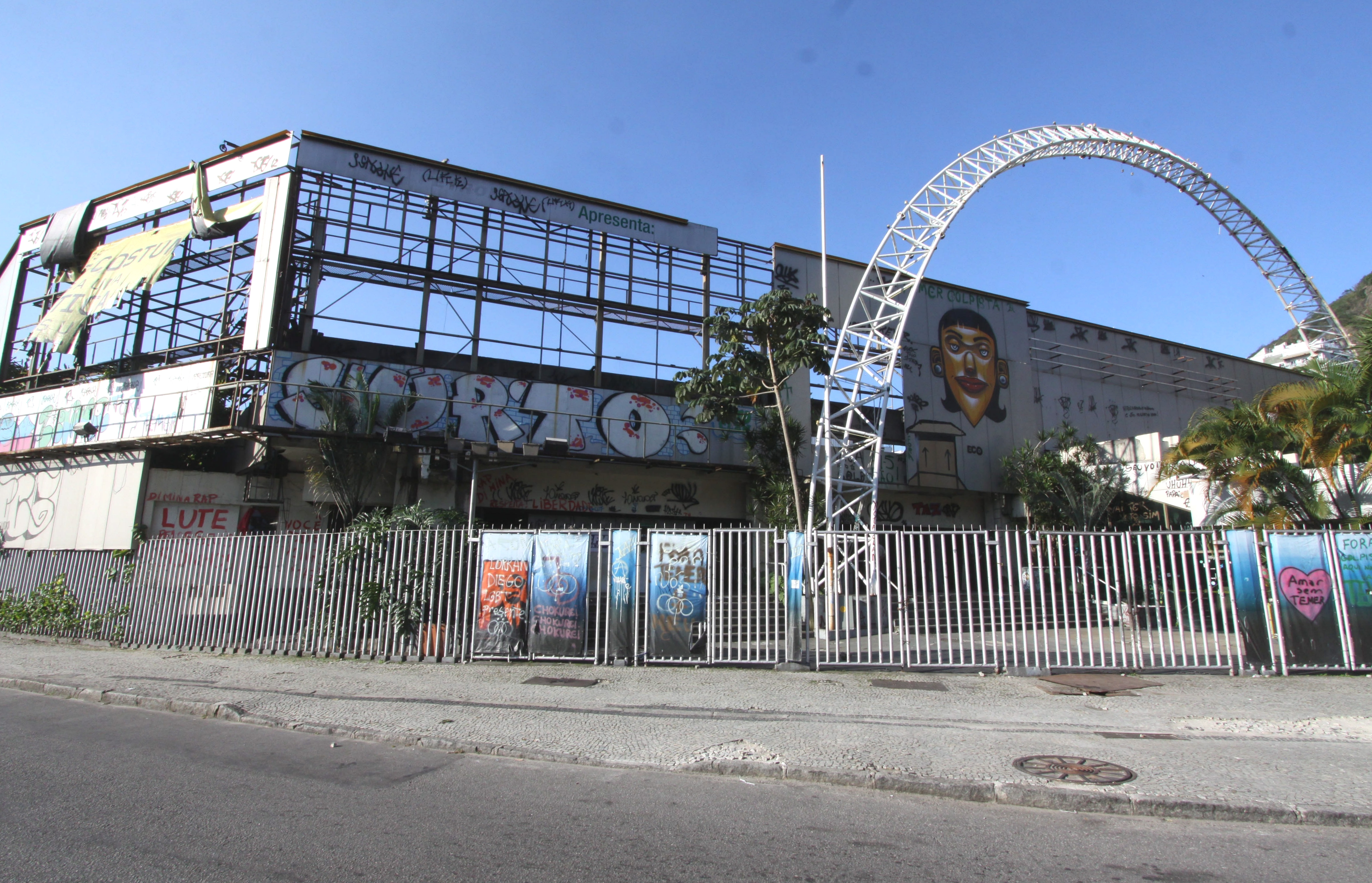
Fachada da antiga casa de espetáculos Canecão no Rio de Janeiro após sete anos de abandono, 2017

A UFRJ, com o projeto VivaUFRJ, prevê que o Canecão se transforme em um equipamento cultural multiuso para cerca de 1.500 pessoas.
A sugestão apresentada pela UFRJ foi concebida por meio de um escopo mais amplo para valorização do seu patrimônio, ao passo de que a universidade reconhece a necessidade de devolver uma casa de arte e cultura à sociedade. A previsão é que o novo equipamento tenha características de uma casa de espetáculo, cujo uso musical, bem como de outros tipos de atividades artísticas, serão garantidos.  
O governo do Estado do Rio de Janeiro chegou a demonstrar vontade em estadualizar o local, mas a ideia não prosperou com propostas definidas em meio à grave crise orçamentária fluminense, cujo déficit é superior à cifra de R$ 10 bilhões.

## Novo Canecão
Em fevereiro de 2023, o consórcio Bonus Klefer arrematou o Canecão por 4,35 milhões de reais, com possibilidade de explorar a concessão por 30 anos. O contrato não obriga o uso do nome Canecão.
O novo espaço deve contar com formato multiuso, com projeção de abrigar de 1,5 a 6 mil pessoas. As intervenções devem concentrar 15 mil metros quadrados e como contrapartida, deverá ser investido cerca de 180 milhões de reais, sendo a maior parte na parte cultural e o restante na construção de um restaurante universitário, além de dois prédios acadêmicos no campus Praia Vermelha. A administradora também deverá abrigar e restaurar as obras de Ziraldo.
Inicialmente previsto para 2025, o empreendimento deve ficar pronto somente em 2026. Apesar do proposto, no passado, diversos projetos prometeram o retorno do espaço, o que não aconteceu.
Em 25 de maio de 2024, o CEO do consórcio Bonus Klefer, André Toros, em entrevista, indicou que a demolição do antigo prédio deverá acontecer entre o final de junho e o início de julho de 2024.
| “                                                                                 | Enfim, iremos mostrar para a cidade que o espaço voltou agora em junho, colocando os tapumes e iniciando a parte das demolições também mais para o final do mês, na entrada do mês de julho. A expectativa é que no primeiro trimestre de 2026, todas as infraestruturas, o novo canecão, o prédio acadêmico e o refeitório estejam de pé, funcionando e aberto ao público. | ” |
| — André Toros, CEO do consórcio Bonus Klefer, em entrevista à CBN Rio de Janeiro, | |   |

## Shows no Canecão

### Nacionais (Lista incompleta)
- Maysa - 1969
- Roberto Carlos - 1970
- Chico Buarque e Maria Bethânia - 1975
- Tom, Vinícius, Toquinho e Miúcha - 1977
- Elis Regina - 20/03/1980
- Blitz - 1983
- Ultraje a Rigor - 1985
- Legião Urbana - 28/02/1986
- RPM - 1986
- Lobão - 02/07/1987
- Titãs - 1987
- Ultraje a Rigor - 1987
- Ira! - 1987
- Plebe Rude - 1987
- Rosana -1988
- Cazuza - 14, 15 e 16/10/1988
- Engenheiros do Hawaii - 07, 08 e 09/07/1989
- Rebanhão - 1988
- Daniela Mercury - 1992
- Mastruz com Leite - 1994
- Fernanda Brum 22/02/2000
- Jorge Vercillo - 2008